# Holger Senne
Holger Senne (* 27. Mai 1953 in Lüneburg; † 12. Juni 2013) war ein deutscher Jurist und Hochschullehrer.

## Leben und Werk
Senne besuchte das Gymnasium Johanneum in Lüneburg, an dem er 1973 das Abitur im mathematisch-naturwissenschaftlichen Zweig ablegte. Er studierte Rechtswissenschaft an der Philipps-Universität Marburg, wo er 1980 summa cum laude promovierte. Nach dem zweiten Staatsexamen war er zunächst als Rechtsanwalt und dann als wissenschaftlicher Mitarbeiter am Bundesarbeitsgericht tätig. 1987 wurde er als Professor an die damalige Fachhochschule des Bundes im Fachbereich Post und Telekommunikation berufen. Zum Wintersemester 1992 nahm er den Ruf auf eine Professur im Fachbereich Wirtschaft der Fachhochschule Dortmund an.
Sein Hauptarbeitsgebiet in Forschung und Lehre war das Arbeitsrecht. Neben arbeitsrechtlichen Forschungsprojekten wie „Arbeitsrecht und Schuldrechtsmodernisierung – Dogmatische Reflexionen und praktische Auswirkungen ausgewählter Fragestellungen“ beschäftigte er sich auch mit Fragen der Ethik in Recht und Wirtschaft, wie etwa im Projekt „Arbeit, Lohn und Glaube - Eine religionsübergreifende islamisch-christliche Suche nach dem ethischen Wert der Arbeit“.
Holger Senne war seit 2007 als Gründer und Protagonist des Instituts Mensch, Arbeit, Unternehmen (i mau) mit Sitz in Zürich tätig, dessen Zweck eine internationale interdisziplinäre und anwendungsorientierte Forschung war und das dazu auch hochschulübergreifende Forschungs- und Praxisseminare anbot. Er war Dekan des Fachbereichs Wirtschaft der Fachhochschule Dortmund und kandidierte 2011 für das Amt des Präsidenten der Technischen Hochschule Mittelhessen.

## Veröffentlichungen (Auswahl)
- Holger Senne: Die Entwürfe zu einem Arbeitsvertragsgesetz : Grundlagen und Kritik. Dissertation, Philipps-Universität Marburg 1980.
- Holger Senne, Petra Senne: Arbeitsrecht - Fälle, Lösungen, Methodik. Verlag R. v. Decker, Heidelberg 1991.
- Holger Senne: Das Schweizerische Friedensabkommen - Modell für eine Krisenbewältigung durch die Sozialpartner. Zeitschrift für Tarifrecht 1997, S. 110 ff.
- Holger Senne, Elke Platzhoff: Arbeitsrecht und Schuldrechtsmodernisierung - Dogmatische Reflexionen und praktische Auswirkungen ausgewählter Fragestellungen. In: Eckhard Flohr (Hrsg.): Franchising im Wandel - Gedächtnisschrift für Walter Skaupy, C. H. Beck, München 2003, S. 361–374.
- Holger Senne, Petra Senne: Arbeit, Lohn und Glaube. In: Martin Wolmerath, Inken Gallner, Horst-Dieter Krasshöfer, Joachim Weyand (Hrsg.): Recht - Politik - Geschichte: Festschrift für Franz-Josef Düwell zum 65. Geburtstag, Nomos Verlag, Baden-Baden 2011, S. 354–361.
- Holger Senne: Über das Entstehen des Rechts menschlicher Gemeinschaften. In: Eckhard Flohr, Ludwig Gramlich (Hrsg.): Facetten des Rechts - Gedächtnisschrift für Holger Senne, Deutscher Anwaltverlag, Bonn 2016, S. 507–542.